# Torre des Savinar
La Torre des Savinar també coneguda com la Torre des Cap des Jueu, és una antiga torre de vigilància i defensa de la costa sud-oest de l'illa d'Eivissa. Fou construïda durant el segle xviii.
Al llarg de la costa de les Pitiüses hi ha diverses torres de defensa, moltes de les quals van ser dissenyades per Joan Ballester i Zafra. La torre des Savinar és una d'elles i, potser, la més espectacular a causa del seu emplaçament amb una meravellosa vista a l'illa d'Es Vedrà.
Es troba en una llengua de roca que s'eleva gairebé dos-cents metres sobre el mar, davant de la roca des Vedrà, a Cala d'Hort. El camí no és fàcil i s'ha de fer en el seu últim tram a peu. El desviament està senyalitzat a la carretera que arriba des de Sant Antoni a Cala d'Hort, a mà esquerra.
A la torre, restaurada, s'arriba després d'uns vint minuts caminant per un estret camí. Sota un dels vessants hi ha la platja coneguda com a Atlantis, una antiga pedrera de l'època romana de pedra mig submergida al mar. Està declarat Bé d'Interès Cultural.